# Île aux Tonneliers
Die Île aux Tonneliers (englisch Tonneliers Island, übersetzt Insel der Faßbinder, 1804 Böttcherinsel oder Böttigerinsel) ist ein ehemaliges Eiland im Indischen Ozean, das sich früher an der Nordwestküste von Mauritius, gegenüber dem alten Hafen von Port Louis, befand.
Beim Ausbau des modernen Hafens wurde die Insel durch Aufschüttung und Aufspülung mit dem Festland verbunden. An ihrer Stelle befindet sich heute der Containerhafen und der Ölanleger.

## Geschichte
Bernard Boudin de Tromelin ließ als Administrator des Hafen von Port-Louis (1772–1781) eine Mole von mehr als achthundert Schritten zur Insel bauen. Auf der Île aux Tonneliers wurde eine Befestigung errichtet, die mit Kanonen den Hafen schützte. Jean Baptiste Bory de Saint-Vincent besuchte als Teilnehmer der Baudin-Expedition die Insel. Er beschreibt sie als eine lange und niedrige Insel, auf der er im Sommer nicht das mindeste Grün fand.<594>
Vor dem Bau der Küstenbatterie kam es auf der Insel zu einem Meteoriteneinschlag, den Bory nach zeitgenössischen Berichten als Feuerkugel beschreibt. Nach mehrtägiger Suche konnte er drei Bruchstücke des Luftsteins finden, die in die Befestigungsmauern vermörtelt waren.<594ff>